# RK Lovćen Cetinje
Pour les articles homonymes, voir Lovćen Cetinje.
Maillots
Le Rukometni klub Lovćen Cetinje est un club de handball situé à Cetinje au Monténégro. Le club tient son nom du Mont Lovćen, montagne située aux abords de la ville de Cetinje.

## Palmarès
- Championnat de RF Yougoslavie (2) : 2000, 2001.
- Coupe de RF Yougoslavie (2) : 2002, 2003.
- Championnat du Monténégro (9) : 2007, 2012, 2013, 2014, 2015, 2018, 2019, 2020, 2021
- Coupe du Monténégro (11) : 2009, 2010, 2011, 2012, 2013, 2014, 2015, 2017, 2018, 2020, 2021

## Personnalités liées au club
Parmi les personnalités liées au club, on trouve :
- Vuko Borozan : joueur de 2007 à 2012 (formation)
- Dalibor Čutura : joueur de 1999 à 2001
- // Goran Đukanović (en) : joueur de 1991 à 1993, de 1995 à 2003 et de 2006 à 2008
- // Ratko Đurković (en) : joueur de 1990 à 1995, de 1999 à 2001 et de 2009 à 2010 et entraineur de 2010 à 2011
- / Nikola Marinović : joueur de 2001 à 2002
- Branislav Pokrajac : entraineur en 1997
- / Nenad Puljezević : joueur de 1998 à 2002
- Vasko Ševaljević : joueur avant 2010
- Darko Stanić : joueur de 1998 à 2002
- Nebojša Stojinović : joueur de 1999 à 2001
- Goran Stojanović : joueur avant 2004
- Miloš Vujović : joueur de 2010 (formation) à 2012
- / Veselin Vujović : de 1977 à 1979 (formation)